# Pavelló Barris Nord
El Pavelló Barris Nord és la instal·lació esportiva on es disputen els partits de bàsquet del Força Lleida Club Esportiu. Es va construir entre el 1r de juny i el 4 d'octubre de 2001. Té una capacitat de 6.100 espectadors.
El pavelló és als anomenats Barris Nord, una zona delimitada pels barris de Pardinyes, Secà de Sant Pere i de Balàfia.
Quan el Lleida Basquetbol assolí l'ascens a la Lliga ACB, l'equip va haver d'abandonar l'antic Pavelló Onze de Setembre perquè aquest no complia els requisits mínims de capacitat que marcava la lliga. S'encarregà la construcció d'un nou pavelló a un equip de quaranta empreses de Lleida, que van reeixir tota una fita: acabar l'obra abans de la primera jornada de la lliga, és a dir, 125 dies després.
L'abril del 2012 (del 26 al 29) va acollir la final four de la UEFA Futsal Cup. Hi van participar els èquip següents: FC Barcelona Alusport, Dinamo de Moscou de Rusia, Sporting Club de Portugal i Marca Futsal d'Itàlia; l'FC Barcelona la va guanyar.